# St. Nikolaus (Bad Reichenhall)

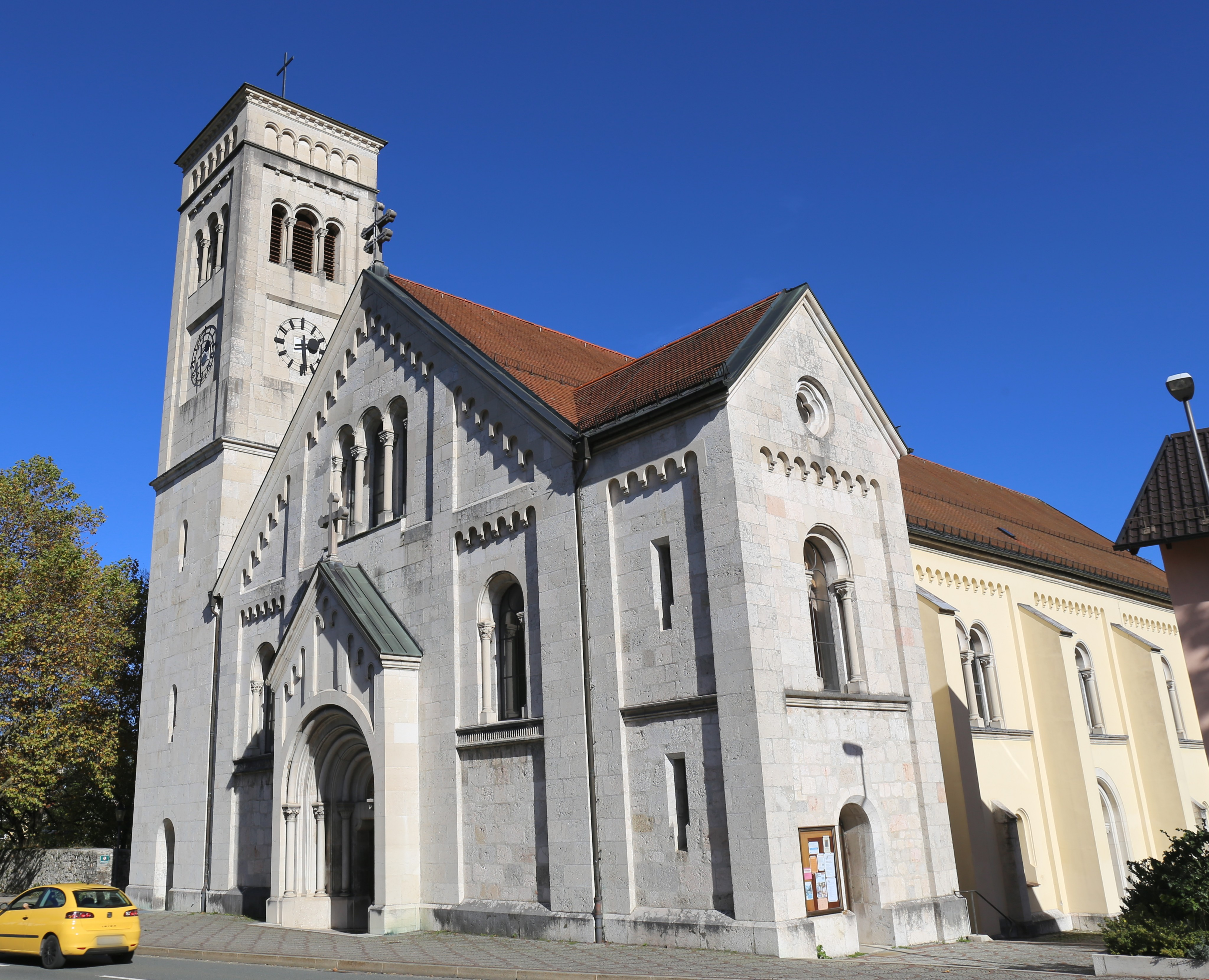
Neuromanische Westfassade von Südwesten

St. Nikolaus ist eine römisch-katholische Pfarrkirche in Bad Reichenhall, hervorgegangen aus einer romanischen Basilika aus der zweiten Hälfte des 12. Jahrhunderts. Nach dem Stadtbrand von 1515 wurde die dreischiffige Kirche bis 1522 als Emporenhalle wiederhergestellt. 1861–1864 wurde sie erheblich verlängert und neuromanisch überformt.

## Turm
Der Turm ist im späteren 19. Jahrhundert (im Rahmen der Kirchenerweiterung 1863/64) im neuromanischen (lombardischen) Stil mit einer Höhe von etwa 40 m erbaut worden. Der alte romanisch-gotische Turm wurde 1861 abgerissen. Als Aufsatz trug er ursprünglich wahrscheinlich ein romanisches Satteldach und von ca. 1515 bis etwa 1808 einen schlanken Spitzhelm, der anschließend durch eine gedrungene Kuppel ersetzt wurde. Bemerkenswert ist die Tatsache, dass der alte Turm in die Stadtbefestigung mit einbezogen war (siehe Kupferstich von Merian).
Im Turminneren hängen im obersten Stockwerk sieben Glocken. Die größte unter ihnen ist die Marienglocke. Sie wiegt knapp drei Tonnen und ist gleichzeitig die größte Kirchenglocke des Landkreises Berchtesgadener Land und des Dekanates Berchtesgaden.

## Portal

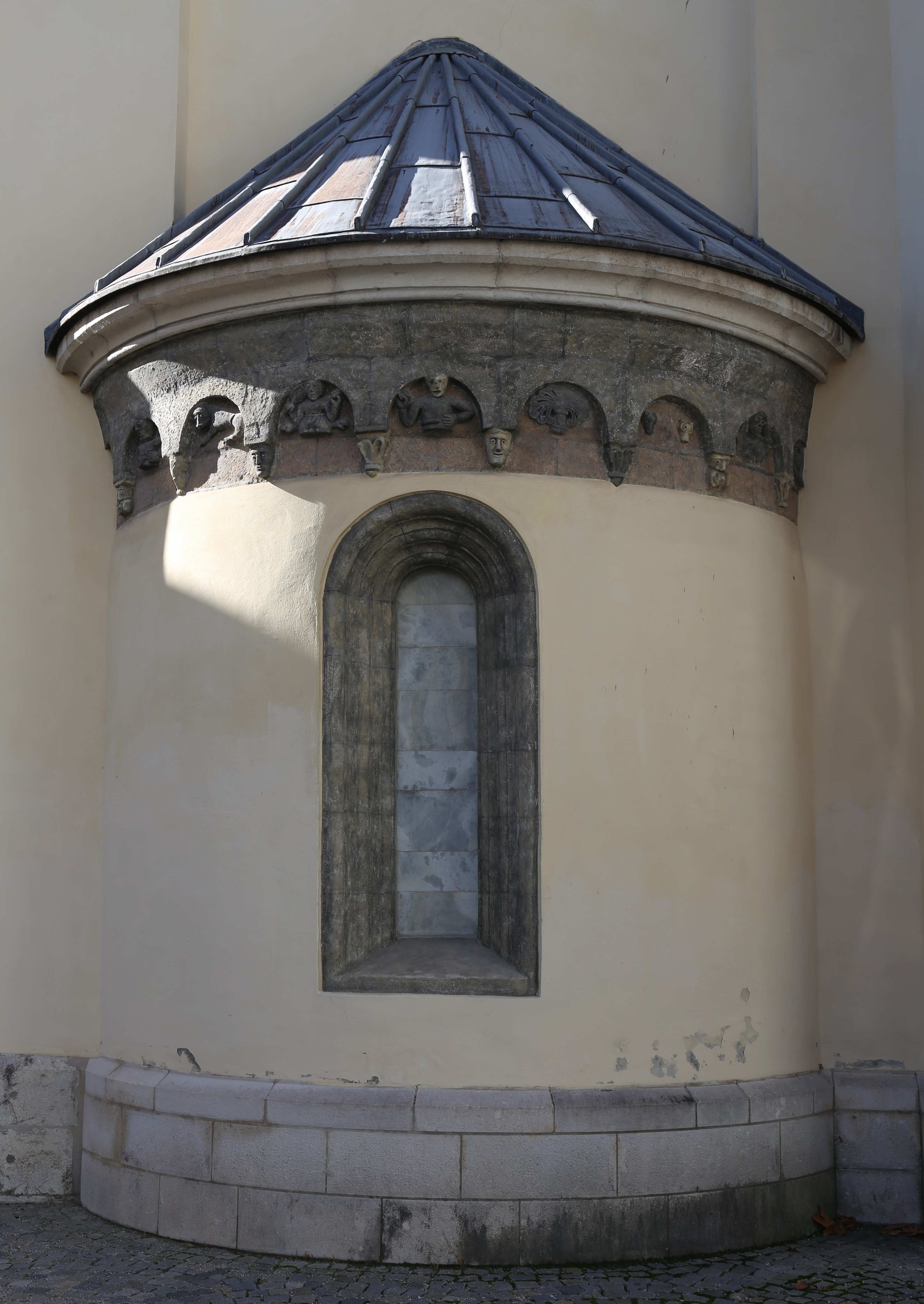
Südliche Nebenapsis mit romanischem Skulpturenfries

Das neuromanische Hauptportal selbst ist dreifach gestuft (seitlich je drei Säulen mit Kapitellen, durch Rundbogenstäbe verbunden). Das Mosaik im Tympanon zeigt Jesus als Lamm Gottes, dazu Symbole aus der Offenbarung des Johannes: ein Buch mit sieben Siegeln und seitlich A und Ω („Ich bin das Alpha und Omega, spricht der Herr“, denn Gott steht am Anfang und am Ende aller Zeiten).

## Südliche Nebenapsis
Die südliche der drei Apsiden ist noch ganz im Original vom romanischen Bau (Ende des 12. Jahrhunderts) erhalten geblieben: reich gestalter Fries mit ungegliederten Bögen, die im Wechsel auf Blätterkelchkapitellen, Menschen und Löwenköpfen aufruhen. Die Löwenköpfe halten ein Tier im Rachen. Die Bogenöffnungen sind mit Skulpturen gefüllt, drei mit Palmetten, eines mit einem liegenden Löwen, eines mit zwei Tierköpfen, vier mit Menschenhalbfiguren, im Gürtel abgeschnitten.

## Kircheninnenraum

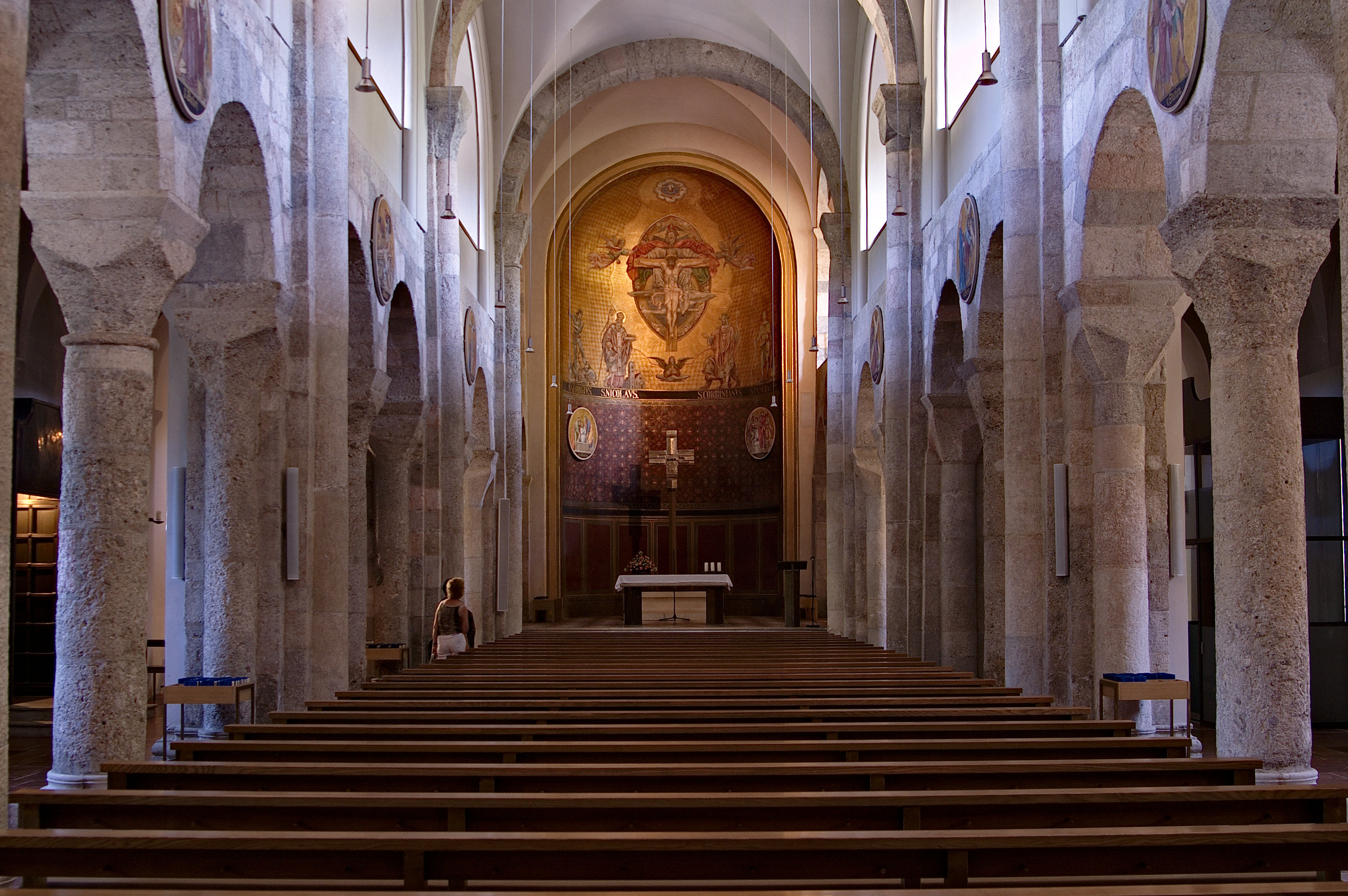
Kirchenschiff St. Nikolaus

Die Seitenschiffe unter den Emporen wurden im romanischen Stil erbaut, ebenso die Wandvorlagen und Gewölbe des Mittelschiffs. Die Errichtung der Emporen auf den Gewölben der Seitenschiffe erfolgte im Stil der Renaissance. Bei den Erweiterungen von 1861 bis 1864 bediente man sich der Neuromanik.
Im Inneren der Pfarrkirche sind das Chorfresko mit dem Kirchenpatron St. Nikolaus, dem Bistumsheiligen Hl. Korbinian und zwei Nebenpatronen der Pfarrei, St. Georg und St. Pankratius, sowie der frisch renovierte Kreuzweg des Kirchenmalers Moritz von Schwind sehr sehenswert.

## Ausstattung

### Fresken
Die Fresken im Altarraum der Kirche aus dem Jahr 1862 stammen vom Maler Moritz von Schwind. Sie stellen neben der Heiligen Dreifaltigkeit, dem Kirchenpatron Nikolaus und dem Bistumspatron Korbinian die beiden Heiligen Georg und Pankraz dar, welche die Patrone der früheren Filialkirchen St. Georg in Nonn und St. Pankraz in Karlstein sind. Zusammen mit den Kreuzwegstationen und den kleineren Fresken im rechten Seitenschiff (3 Heilige: Sebastian, Stadtpatron Rupertus und Johann Nepomuk) sind dies die einzigen noch erhaltenen sakralen Werke dieses Künstlers.

### Altar, Ambo, Standkreuz
Der Volksaltar, der Ambo und das Standkreuz sind Bronzearbeiten von Josef Hamberger, der ebenfalls den Tabernakel in der Apsis des südlichen Seitenschiffes geschaffen hat.

### Reichenhaller Muttergottes

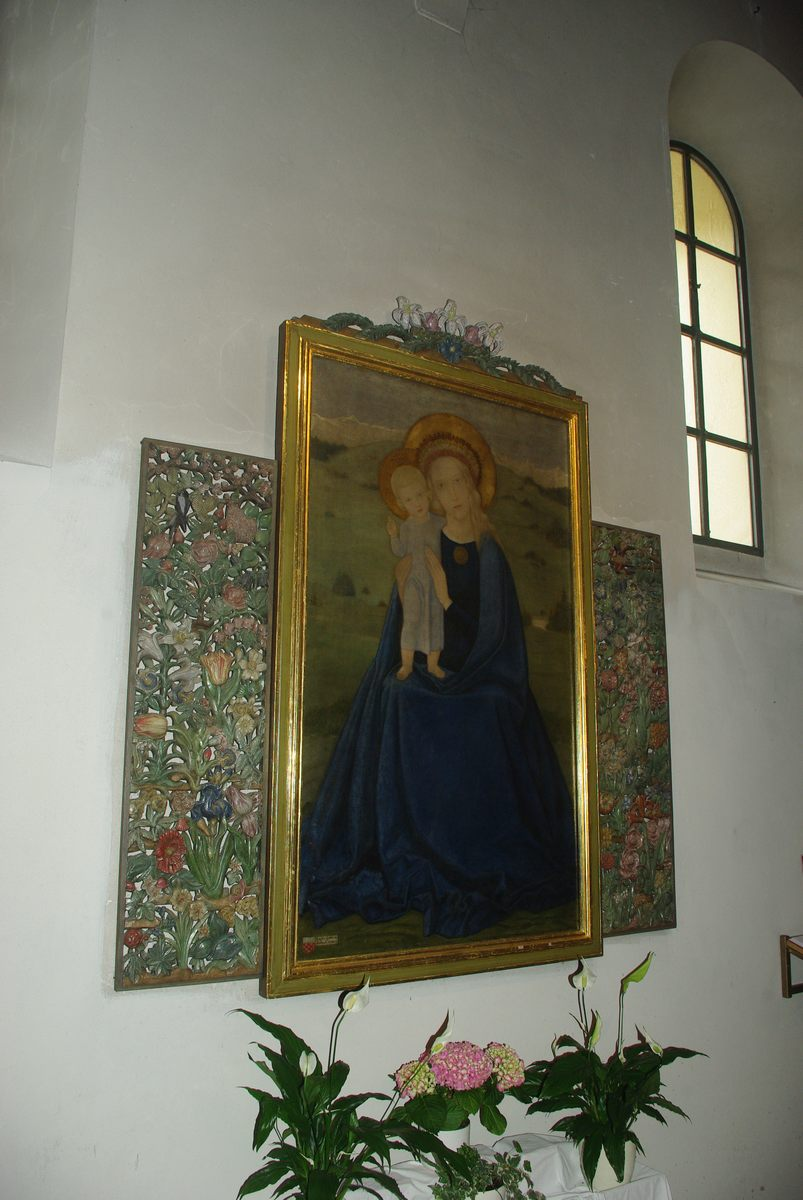
Bild der Muttergottes aus der Mädchenschule

Im Seitenschiff an der Nordwand hängt das Bild der „Reichenhaller Muttergottes“. Es ist signiert und datiert: „Angelicus Jos. Maria Beckert 1932“. Das Bild hing ursprünglich in der Mädchenschule in direkter Nachbarschaft der Kirche und wurde nach den Luftangriff auf Bad Reichenhall am 25. April 1945 unversehrt aus den Trümmern des zerstörten Schulhauses geborgen. Seitdem wird es besonders verehrt.

### Taufstein
In der Apsis des nördlichen Seitenschiffs steht der Taufstein (19. Jahrhundert) mit einer Bekrönung durch die Figur Johannes des Täufers und den Osterleuchter aus Bronze (ebenfalls von Josef Hamberger).

### Orgel

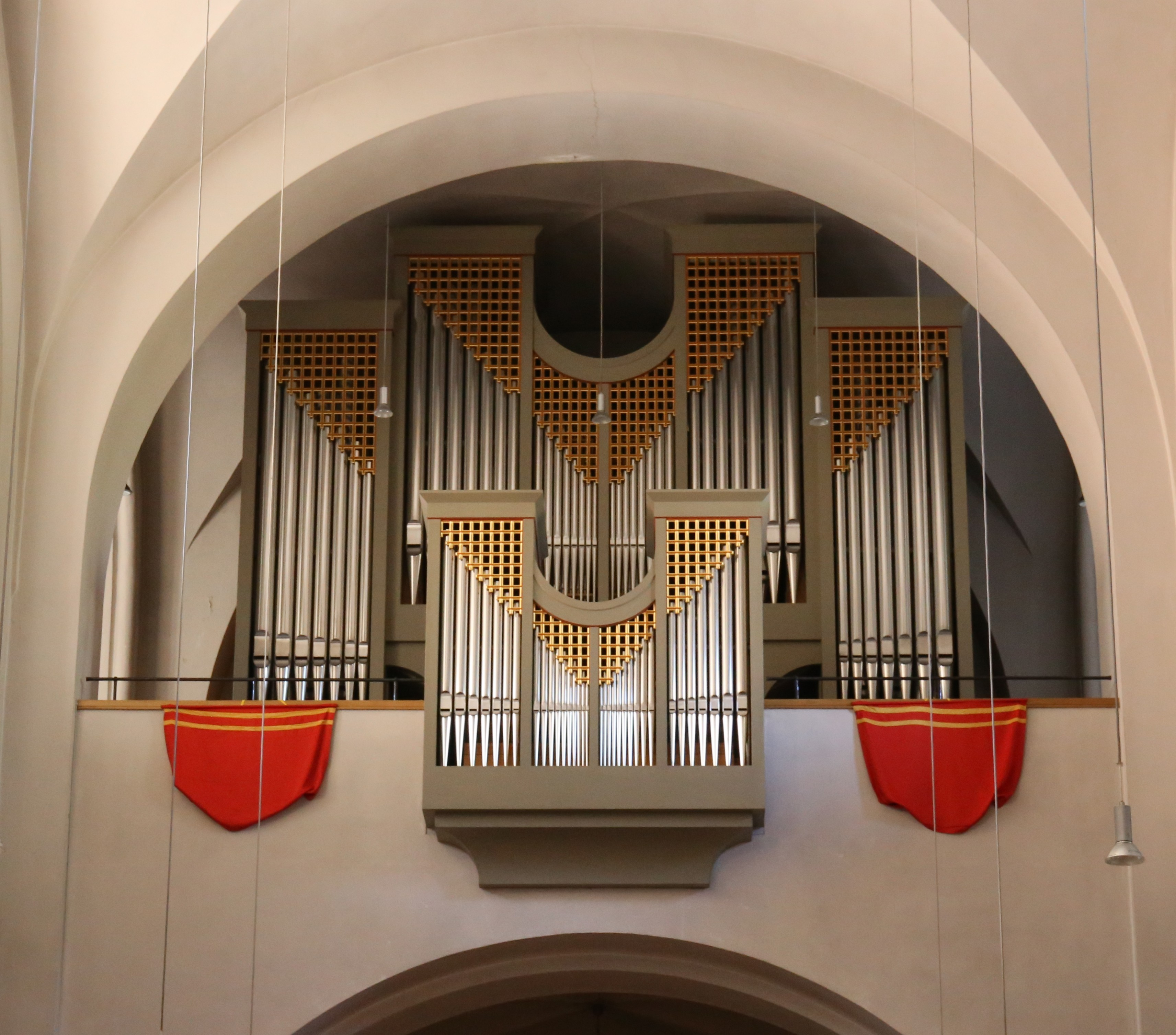
Orgelprospekt

Die Orgel stammt aus der Schweizer Orgelbaufirma Mathis (Näfels). Sie besitzt 37 klingende Register, verteilt auf drei Manuale (Hauptwerk, Rückpositiv und Schwellwerk) und Pedal. Spiel- und Registertraktur sind rein mechanisch. Der Spieltisch ist offen ins Hauptgehäuse integriert.

### Glocken
Im Stahlstuhl, der in der Glockenstube steht, hängen sieben Bronzeglocken, sechs gehören zum Hauptgeläute. Die Sterbeglocke wird nur in einzelnen Fällen verwendet.
Das mächtige Geläute stammt von zwei verschiedenen Gießern und erklingt in den Tönen gis0, h0, cis1, dis1, fis1, gis1+ fis².
| Nr. | Patron           | Gussjahr | Gießer, Gussort                            | Nominal | Bildnis                              | Inschrift                                                                                        | Gewicht | Durchmesser |
| 1   | Marienglocke     | 1955     | Johann Hahn, Landshut                      | gis0    | Maria mit Kind                       | Maria, hilf uns allen aus unserer tiefen Not                                                     | 3,26 t  | 1,83 m      |
| 2   | Pfarrglocke      | 1955     | Johann Hahn, Landshut                      | h0      | St. Nikolaus, St. Georg, St. Pankraz | Vox clamantis in deserto dirigite viam Domini                                                    | 1,51 t  | 1,44 m      |
| 3   | Jubiläumsglocke  | 1978     | Gebr. Bachert, Bad Friedrichshall          | cis1    | Stadtwappen Bad Reichenhall          | 800 Jahre St. Nikolaus Reichenhall                                                               | 1,63 t  | 1,42 m      |
| 4   | Patrona Bavariae | 1947     | Johann Hahn und Sohn, Landshut Reichenhall | dis1    | Maria mit Kind                       | Huldvolle Königin, schütze mit Macht Bayern in Stürmen und drohender Nacht                       |         | 1,14 m      |
| 5   | Antoniusglocke   | 1977     | Gebr. Bachert, Bad Friedrichshall          | fis1    |                                      | 800 Jahre St. Nikolaus Reichenhall 1181–1981                                                     | 836 kg  | 1,08 m      |
| 6   | Josefsglocke     | 1977     | Gebr. Bachert, Bad Friedrichshall          | gis1    |                                      | St. Josef, steh uns bei im Leben und im Tod.                                                     | 590 kg  | 98,5 cm     |
| 7   | Sterbeglocke     | 1922     | Johann Hahn und Sohn, Landshut Reichenhall | fis2    |                                      | Den Helden Konrad Back u. Iosef Ludwig Stud. theol. gewidmet als Denkmal von ihren Eltern R.I.P. |         | 52 cm       |

Uhrschlag auf den Glocken 3 (1/4) und 1 (1/1). Die Läuteordnung wurde seit 2016 neu überarbeitet:
Läuteordnung St. Nikolaus Bad Reichenhall:
1. Rosenkranz: fis¹ gis¹
2. Vesper und Andachten: im Jahreskreis dis¹ fis¹ gis¹; stille Zeiten dis¹ gis¹; Osterzeit dis¹ fis¹ gis¹ fis²
3. Werktagsmesse: im Jahreskreis cis¹ dis¹ fis¹; Advent cis¹ fis¹ gis¹; Fastenzeit cis¹ fis¹; Osterzeit (+Taufe/ Trauung) cis¹ dis¹ fis¹ gis¹
4. Sonntagsmesse: im Jahreskreis h° cis¹ dis¹ fis¹; Advent h° cis¹ dis¹ gis¹; einfache Feste/ Weihnachtszeit h° cis¹ dis¹ fis¹ gis¹; Fastenzeit h° dis¹ gis¹; Osterzeit gis° cis¹ dis¹ fis¹ gis¹
5. Maiandacht: h° dis¹ fis¹ gis¹; Seelenmesse: h° dis¹ gis¹ fis²
6. Bußgottesdienst: gis° dis¹ gis¹; Gedenken Bombenangriff, "großes Trauergeläute", Palmsonntag: gis° h° dis¹ gis¹; Aschermittwoch/ Allerseelen: gis° h° cis¹
7. Gründonnerstag (Einläuten von unten), Patrozinium, Christkindlläuten: gis° h° cis¹ dis¹ gis¹; Erstkommunion/ Firmung/ Erntedank: gis° h° cis¹ dis¹ fis¹
8. Hochfeste + Neujahr (kleines Plenum): gis° h° cis¹ dis¹ fis¹ gis¹
9. Osternacht Gloria (großes Plenum): gis° h° cis¹ dis¹ fis¹ gis¹ fis²

Angelusgebet: 07:00 Uhr; 12:00 Uhr dis¹; abends bei Einbruch der Dunkelheit (17:00–21:00 Uhr) dis¹, Nachläuten (Vaterunser) gis¹
Sterbestunde Christi: freitags 15:00 Uhr gis°

## Bücherei St. Nikolaus Bad Reichenhall
Direkt neben dieser Pfarrkirche wird die Bücherei der Pfarrei St. Nikolaus, am Dompropst-von-Lechner-Platz 2, betrieben. Ihr Bibliothekskatalog ist Online (BVS eOPAC) verfügbar.